# Rapperswil-Jona
Rapperswil-Jona es una ciudad y comuna suiza del cantón de San Galo, ubicada en el distrito de See-Gaster a orillas del lago de Zúrich. La comuna es el resultado de la fusión el 1 de enero de 2007 de las comunas de Rapperswil y Jona. La comuna de Rapperswil-Jona está formada por los antiguos municipios de Rapperswil y Jona, con los pueblos asociados de Kempraten, Wagen y Bollingen. Con sus 26.989 habitantes (31 de diciembre de 2017) es la segunda ciudad más grande del cantón, después de la ciudad de San Galo.
En esa ciudad, existe una colonia de inmigrantes Argentinos, principalmente de descendientes de Alemanes, provenientes de la provincia de Misiones. Trajeron consigo costumbres que se asentaron allí, como tomar mate y comer asado con morcillas y chinchulines.

## Geografía
La comuna limita al norte con las comunas de Bubikon (ZH) y Rüti (ZH), al este con Eschenbach y Schmerikon, al sur con Tuggen (SZ), Wangen (SZ), Lachen (SZ) y Altendorf (SZ), y al oeste con Freienbach (SZ) y Hombrechtikon (ZH).

## Transportes
En la comuna existen varias estaciones y apeaderos ferroviarios, siendo la más importante la estación de Rapperswil, donde se pueden tomar trenes InterRegio con destino a ciudades como Lucerna o San Galo, además de la variedad de líneas que llegan a la estación de la red de trenes de cercanías S-Bahn Zúrich.

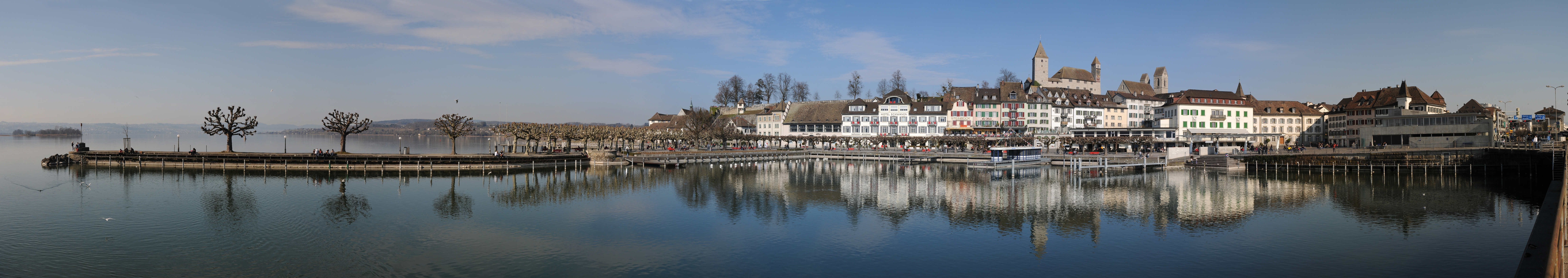
Rapperswil
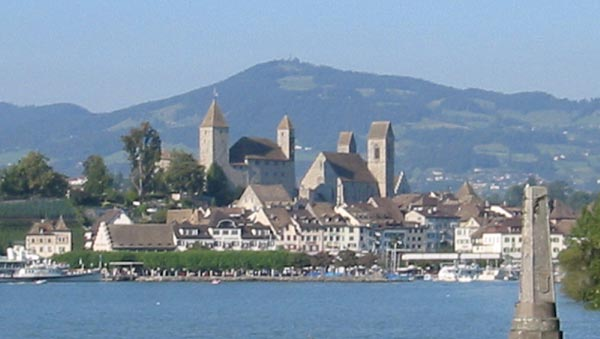
Castillo de Rapperswil
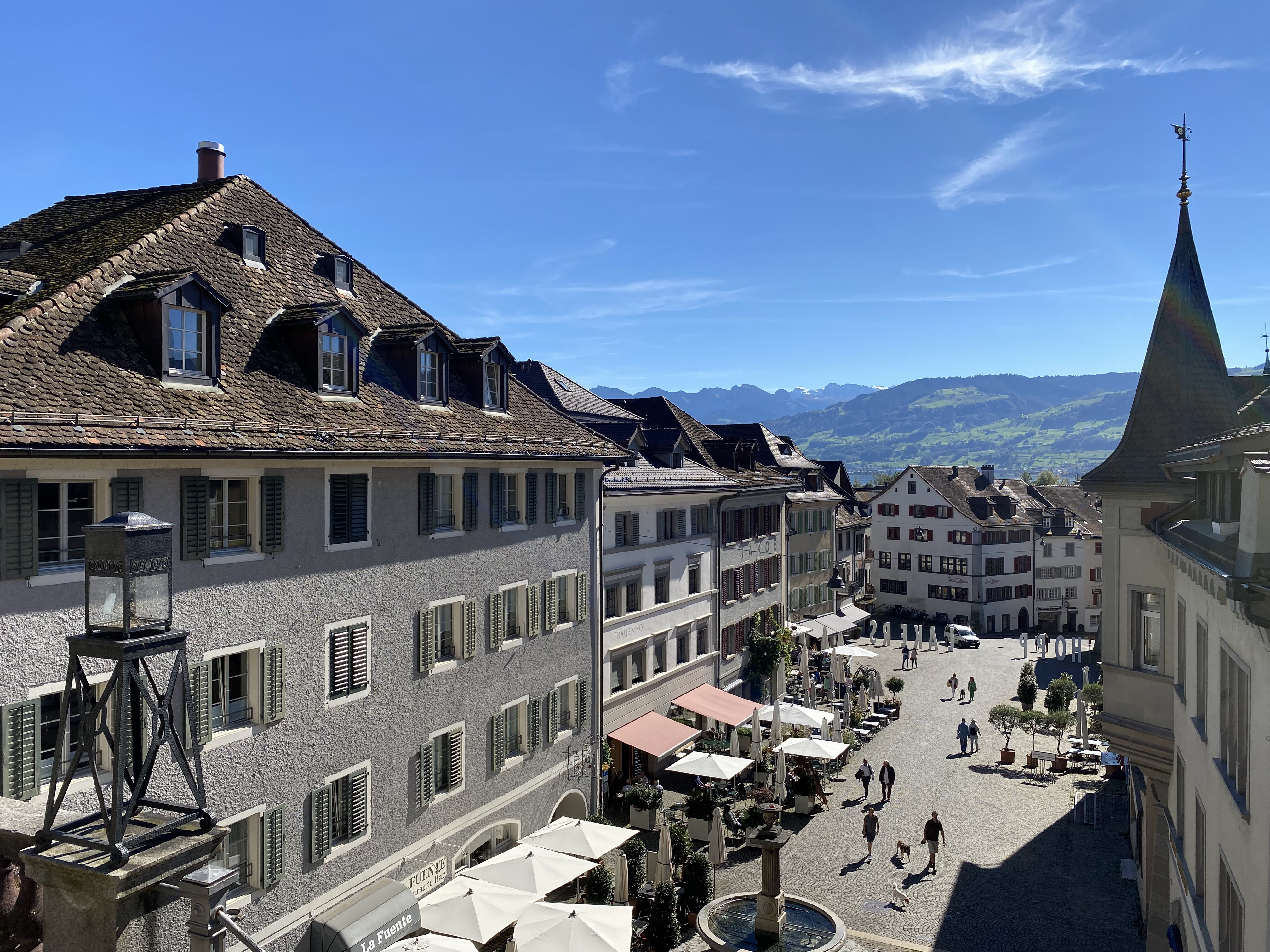
Centro histórico
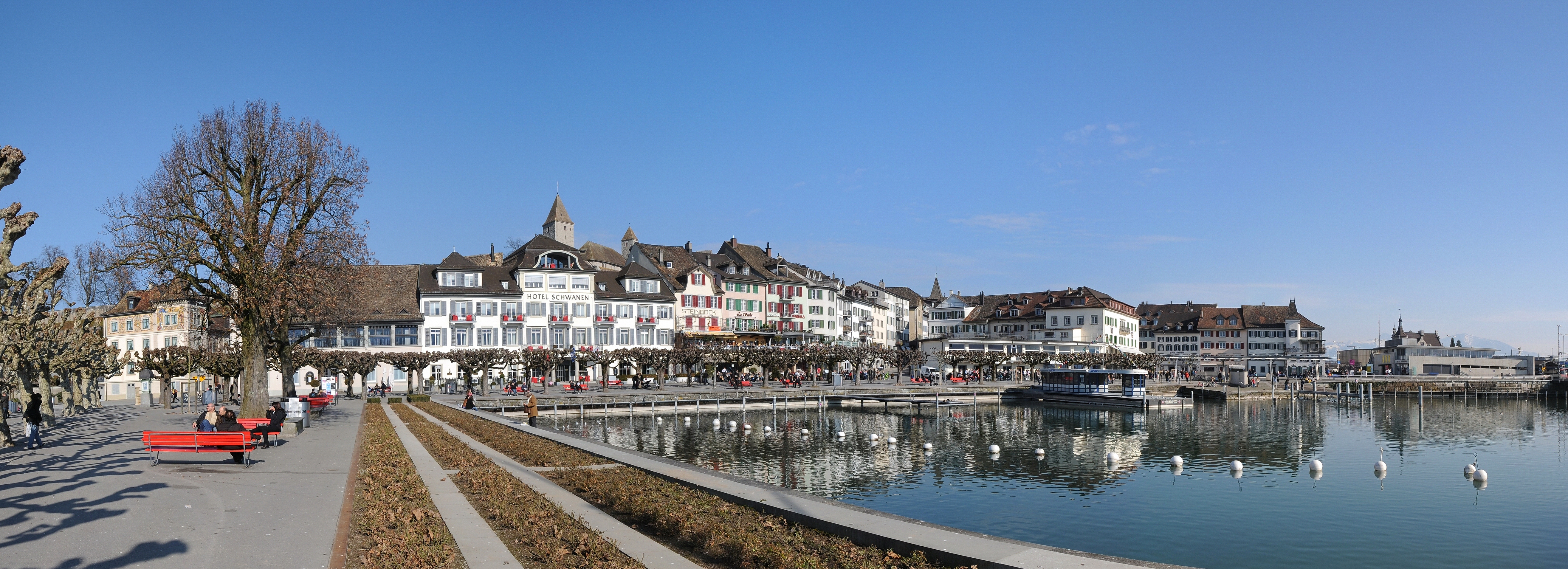
Puerto de Rapperswil
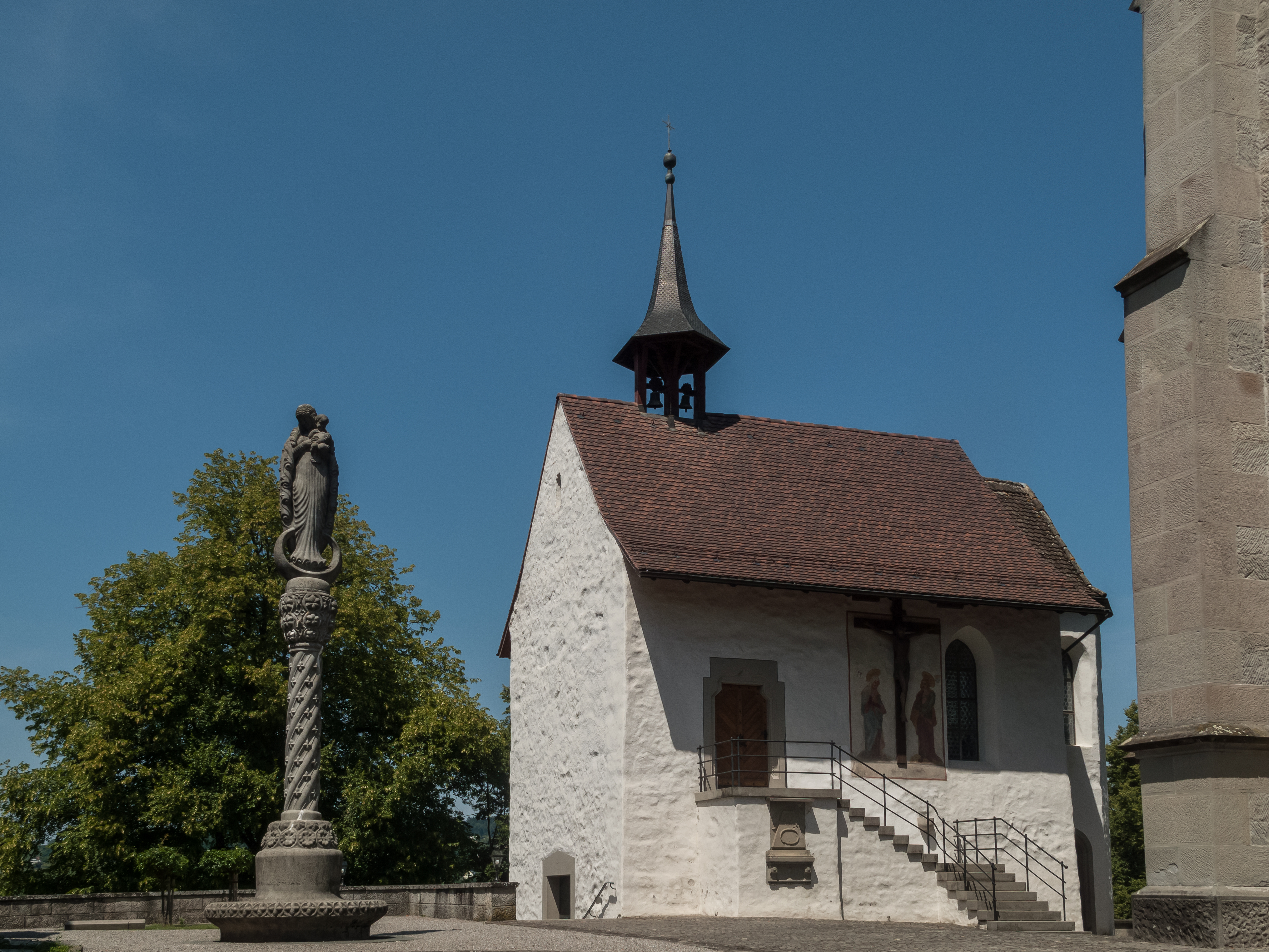
Capilla: Liebfrauenkapelle
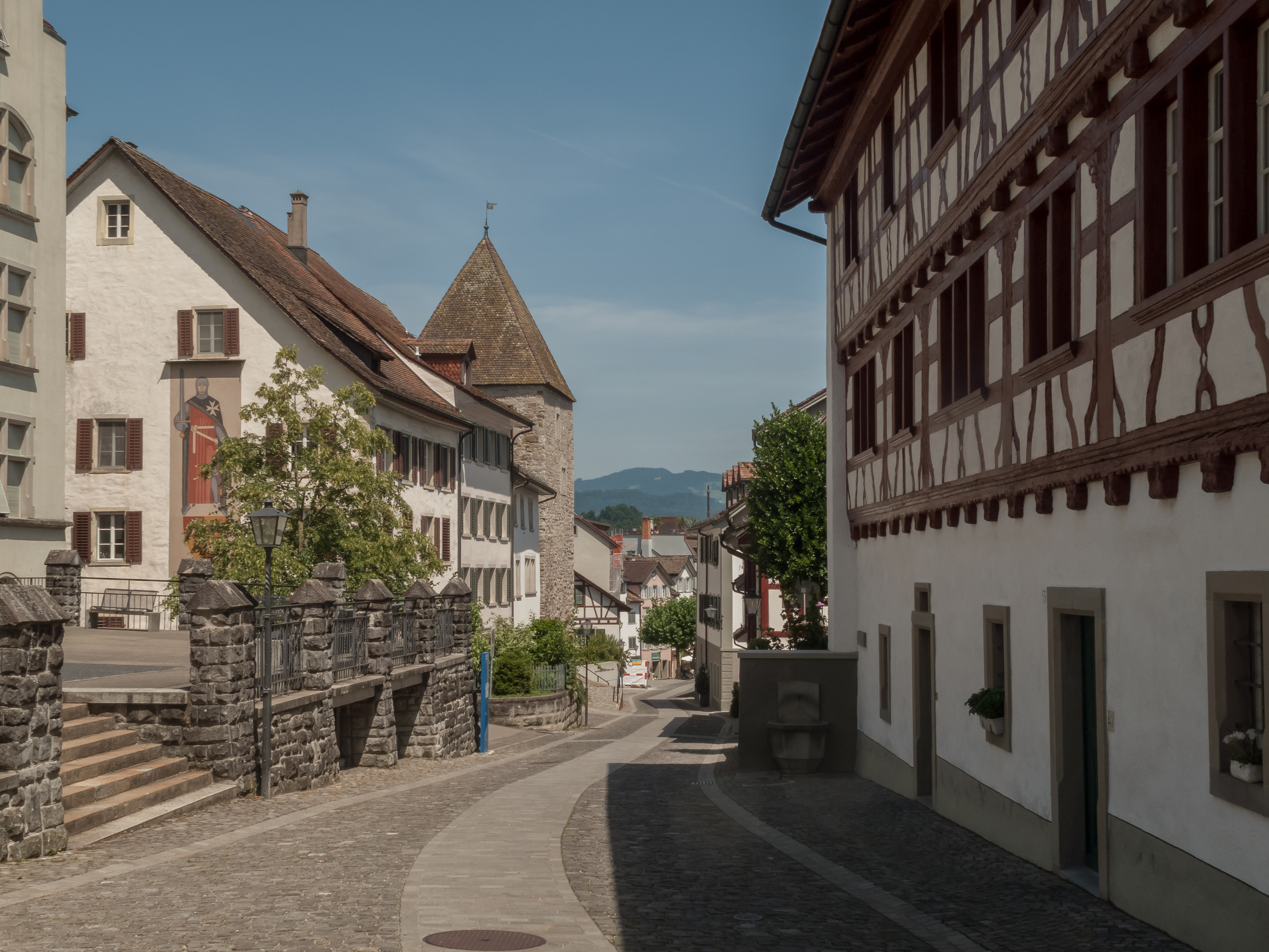
Brenyhaus (el museo) en la calle

## Lugares
- Capilla de Nuestra Señora (Rapperswil)